# عبد الستار الدهلوي
عبد الستار الدهلوي (1286 - 1355 هـ) هو عبد الستار بن عبد الوهاب الصديقي الحنفي الدهلوي الكتبي، أبو الفيض وأبو الإسعاد الدهلوي، من العلماء الأفاضل، محدث ومؤرخ، ومدرس بالمسجد الحرام.

## مولده ونشأته
ولد بمكة سنة 1286 هـ، وحفظ القرآن وطلب العلم صغيرا، فقرأ بالمدرسة الصولتية وأخذ عن شيوخها ومنها تخرج، ثم لازم حلقات دروس المسجد الحرام وأخذ عنهم، ثم رحل إلى المدينة المنورة وأخذ عن علمائها، عين مدرسا بالمسجد الحرام سنة 1349 هـ، وكانت حلقة درسه عند باب المحكمة الشرعية بعد صلاة العصر، وكانت دروسه في الحديث والتفسير ومصطلح الحديث، وقد ضمت مكتبته الخاصة إلى مكتبة الحرم المكي الشريف، وكانت تحتوي على 1850 كتابا بين مخطوط ومطبوع، ومعظمها بخط يده.

## شيوخه
- عبد المطلب الطايفي
- عباس بن صديق مفتي مكة
- عبد الرحمن سراج
- أحمد أبو الخير مرداد
- محمد أنصاري السهارنفوري
- عبد الحق الإله أبادي
- صالح بن عبد الله السناري
- عبد الجليل برادة
- محمد علي ظاهر الوتري المدني
- أحمد بن إسماعيل البرزنجي
- محمد بن جعفر الكتاني
- أبو النصر الخطيب

## تلاميذه
- سليمان بن عبد الرحمن الصنيع
- عمر عبد الجبار
- زكريا بيلا

## مؤلفاته
- «نور الأمة بتخريج كشف الغمّة»
- «فيض الملك الوهاب المتعالي بأنباء أوائل القرن الثالث عشر والتوالي»
- «أزهار البستان الطيبة النشر في ذكريات أعيان كل عصر»
- «ما قاله الأساطين في أوقاف الأمراء والسلاطين»
- «السلسلة الذهبية في الشجرة الحجبية»
- «نزهة الأنظار والفكر فيما مضى من الحوادث والعبر من هبوط آدم أبي البشر»
- «نثر المآثر فيمن أدركت من الأكابر»
- «أعذب الموارد في برنامج كتب الأسانيد»
- «النجمة الزاهرة في أفاضل المائة العاشرة»
- «سرد النقول في تراجم العلماء الفحول»
- «مقدمة في النسب»
- «تحفة الأحباب في بيان اتصال الأنساب»
- «الإنصاف في حكم الاعتكاف»
- «جواهر الأصول إلى اصطلاح علم الرسول»
- «رفع الأستار المسدلة في ذكر بعض الأحاديث المسلسلة»
- «عدة مسلسلات»[4]

## وفاته
توفي سنة 1355 هـ في مكة المكرمة.

## وصلات خارجية
- مكتبة المؤرخ الدهلوي .. مخزن للمخطوطات ومرجعية للباحثين
- عبد الستار كتبي وثق تاريخ مكة وأسس مكتبة وقفية لطلاب العلم (2-2)